# Sikangtita
Sikangtita (Poecile hypermelaenus) är en asiatisk fågel i familjen mesar inom ordningen tättingar.

## Utseende och läten
Sikangtitan är en liten (11,5 cm) tita. Den har gråbrun ovansida och rätt mörk, olivgrön undersida. På huvudet syns en vit kind och en bred, svart triangelformad hakklapp. Jämfört med mycket lika entitan (som den tidigare behandlades som en del av) har den mycket större haklapp, gråare ovansida, större svart hjässa som går längre bak på manteln och större vit kindfläck. Vidare är undersidan mycket mörkare och stjärten är kortare. Bland lätena hörs tunna "stip" och "si-si" samt explosiva "psiup".

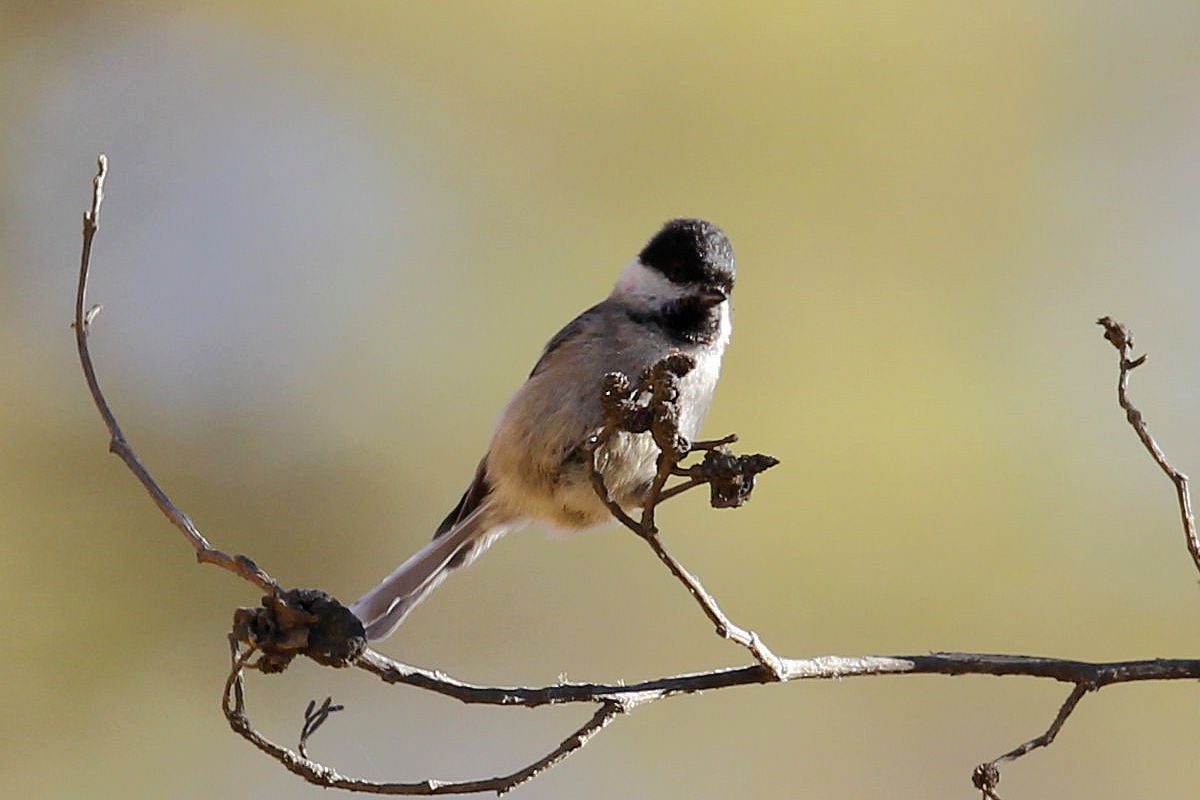

## Utbredning och systematik
Sikangtitan förekommer i bergsområden från centrala och östra Kina till sydöstra Tibet och västra Myanmar. Tidigare behandlades den som underart till entitan men kategoriseras idag som god art på grund av skillnader i morfologi, läte och ekologi. DNA-studier visar även att den står snarare närmare talltitan än entitan. Sikangtita delas i sin tur inte upp i några underarter.

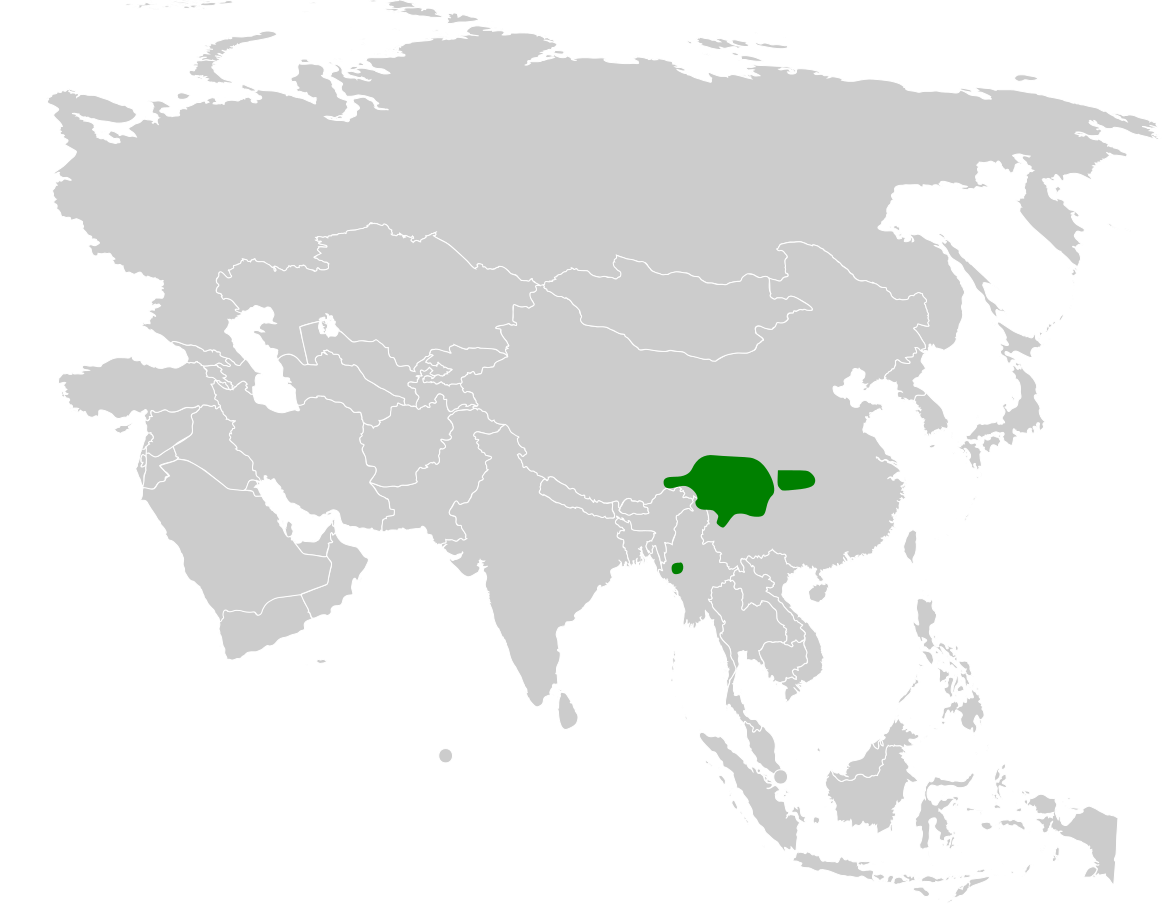
Sikangtitans utbredningsområde.

### Släktestillhörighet
Arten placerade tidigare i det stora messläktet Parus. Data från jämförande studier av DNA och morfologi visade att en uppdelning av släktet bättre beskriver mesfåglarnas släktskap varför de flesta auktoriteter idag behandlar Poecile som ett distinkt släkte.

## Levnadssätt
Sikangtitan hittas i öppna städsegröna lövskogar, tallskogar, skogsbryn och buskmarker mellan 2200 och 3000 meters höjd. Födan består av små ryggradslösa djur, bär och frön. Den häckar mellan mars och april. Boet placeras i ett trädhål upp till åtta meter ovan mark, vari fågeln lägger fyra till sex purpurfläckade vita ägg.

## Status och hot
Arten har ett stort utbredningsområde, men tros minska i antal, dock inte tillräckligt kraftigt för att den ska betraktas som hotad. Internationella naturvårdsunionen IUCN listar arten som livskraftig (LC).

## Namn
Sikang är en tidigare kinesisk provins i sydvästra Kina där arten förekommer idag.